# Music for a Sushi Restaurant
Music for a Sushi Restaurant è un singolo del cantante britannico Harry Styles, pubblicato il 25 maggio 2022 come secondo estratto dal terzo album in studio Harry's House.

## Video musicale
Il video musicale, diretto da Aube Perrie, è stato reso disponibile il 27 ottobre 2022.

## Tracce
Testi e musiche di Harry Styles, Thomas Hull, Tyler Johnson e Mitch Rowland.
1. Music for a Sushi Restaurant – 3:14

## Classifiche

### Classifiche settimanali
| Classifica (2022) | Posizione massima |
| ----------------- | ----------------- |
| Argentina         | 67                |
| Australia         | 4                 |
| Belgio (Fiandre)  | 47                |
| Canada            | 7                 |
| Croazia           | 17                |
| Danimarca         | 22                |
| Francia           | 97                |
| Grecia            | 14                |
| Irlanda           | 8                 |
| Islanda           | 9                 |
| Italia            | 68                |
| Lituania          | 10                |
| Norvegia          | 24                |
| Nuova Zelanda     | 4                 |
| Paesi Bassi       | 14                |
| Portogallo        | 8                 |
| Regno Unito       | 3                 |
| Repubblica Ceca   | 9                 |
| Singapore         | 28                |
| Slovacchia        | 8                 |
| Spagna            | 74                |
| Stati Uniti       | 8                 |
| Sudafrica         | 31                |
| Svezia            | 34                |
| Ungheria          | 28                |

### Classifiche di fine anno
| Classifica (2022) | Posizione |
| ----------------- | --------- |
| Canada            | 94        |
| Regno Unito       | 79        |

## Date di pubblicazione
| Paese                 | Data            | Formato                  | Nota   |
| --------------------- | --------------- | ------------------------ | ------ |
| Regno Unito           | 25 maggio 2022  | Download digitale        | [ 24 ] |
| Stati Uniti d'America | 3 ottobre 2022  | Adult contemporary radio | [ 25 ] |
| Italia                | 27 ottobre 2022 | Contemporary hit radio   | [ 26 ] |
| Regno Unito           | 2 dicembre 2022 | CD                       | [ 27 ] |